# Кембриџ (Висконсин)
Кембриџ (енгл. Cambridge) град је у америчкој савезној држави Висконсин.

## Демографија
По попису из 2010. године број становника је 1.457, што је 356 (32,3%) становника више него 2000. године.
| Група             | 2000.         | 2010.         |
| Белци             | 1.080 (98,1%) | 1.392 (95,5%) |
| Афроамериканци    | 1 (0,1%)      | 13 (0,9%)     |
| Азијати           | 3 (0,3%)      | 7 (0,5%)      |
| Хиспаноамериканци | 11 (1,0%)     | 25 (1,7%)     |
| Укупно            | 1.101         | 1.457         |